# Каласин
Каласин е една от 76-те провинции на Тайланд. Столицата ѝ е едноименния град Каласин. Населението на провинцията е 982 578 жители (2010 г. – 21-ва по население), а площта 6946,7 кв. км (29-а по площ). Намира се в часова зона UTC+7. Разделена е на 18 района, които са разделени на 134 общини и 1509 села.